# Leucopis talaria
Leucopis talaria är en tvåvingeart som beskrevs av Camillo Rondani 1874. Leucopis talaria ingår i släktet Leucopis och familjen markflugor. Inga underarter finns listade i Catalogue of Life.